# Sai Thong Watthana (huyện)
Sai Thong Watthana (tiếng Thái: ทรายทองวัฒนา) là một huyện (‘‘amphoe’’) thuộc tỉnh Kamphaeng Phet, phía bắc Thái Lan.

## Địa lý
Các huyện giáp ranh (từ phía nam theo chiều kim đồng hồ): Bueng Samakkhi, Khlong Khlung và Sai Ngam thuộc tỉnh Kamphaeng Phet, Sam Ngam thuộc tỉnh Phichit.

## Lịch sử
Tiểu huyện (King Amphoe) được thành lập ngày 1/4/1992 từ sự chia tách ba tambon từ huyện Khlong Khlung. Ban đầu tên là Thung Sai theo tambon trung tâm, tên đã được đổi thành Sai Thong Watthana năm 1995. Đơn vị này đã được nâng thành huyện ngày 11 tháng 10 năm 1997.

## Hành chính
Huyện này được chia thành 3 phó huyện (tambon), các đơn vị này lại được chia thành 37 làng (muban). Không có khu vực đô thị (thesaban, và 3 Tổ chức hành chính tambon (TAO).
| Số TT | Tên             | Tên tiếng Thái | Số làng | Dân số |  |
| ----- | --------------- | -------------- | ------- | ------ |  |
| 1.    | Thung Sai       | ทุ่งทราย         | 17      | 9.964  |  |
| 2.    | Thung Thong     | ทุ่งทอง          | 10      | 7.221  |  |
| 3.    | Thawon Watthana | ถาวรวัฒนา       | 10      | 6.786  |  |